# Szczur blady
Szczur blady (Rattus tunneyi) – gatunek ssaka z podrodziny myszy (Murinae) w obrębie rodziny myszowatych (Muridae), występujący wyłącznie w Australii.

## Taksonomia
Gatunek po raz pierwszy zgodnie z zasadami nazewnictwa binominalnego opisał w 1904 roku brytyjski przyrodnik Oldfield Thomas nadając mu nazwę Mus tunneyi. Holotyp pochodził znad Mary River w Terytorium Północnym. 
R. tunneyi należy do grupy gatunkowej fuscipes, gatunków spokrewnionych ze szczurem zaroślowym (Rattus fuscipes). Jest to gatunek siostrzany względem kladu obejmującego szczura ciemnego (R. sordidus), szczura długowłosego (R. villosissimus) i szczura aluwialnego (R. colletti). W warunkach laboratoryjnych może się krzyżować ze szczurem aluwialnym.

### Etymologia
- Rattus: łac. rattus „szczur”[11].
- tunneyi: John Thomas Tunney (1871–1929), rolnik, podróżnik,  który pracował jako zawodowy kolekcjoner dla Western Australian Museum w latach 1895–1906; podczas swojej ekspedycji w 1903 roku zebrał okazy przypisane do tego gatunku[12][13][9].
- apex: łac. „czubek, punkt”[14].
- austrinus: łac. „południowy”[15].
- culmorum: dopełniacz liczby mnogiej od łac. culmus, „łodyga zboża, źdźbło”[14].
- dispar: łac. dispar, disparis „niepodobny”[16].

### Nazewnictwo zwyczajowe
W wydanej w 2015 roku przez Muzeum i Instytut Zoologii Polskiej Akademii Nauk publikacji Polskie nazewnictwo ssaków świata gatunkowi nadano nazwę szczur blady. W Australii zwierzę nosi angielską nazwę pale field rat oraz aborygeńską nazwę djini.

## Występowanie
Szczur blady jest australijskim endemitem. Żyje na północy Terytorium Północnego, północnym wschodzie i lokalnie na zachodzie Australii Zachodniej oraz na wschodzie Queenslandu i w północno-wschodniej Nowej Południowej Walii, a także na niektórych wyspach.
Zasięg występowania jest nieciągły, wyróżniane są dwa podgatunki:
- R. tunneyi tunneyi – północna Australia, w tym wiele wysp (Bathurst, Wyspa Melville’a, Groote Eylandt i Sir Edward Pellew Group). Podgatunek ten jest uznawany za narażony na wyginięcie.
- R. tunneyi culmorum – wschodnia Australia.

Zasięg uległ znacznemu zmniejszeniu po przybyciu Europejczyków do Australii. Gatunek występował na większej części kontynentu, oprócz wilgotnego południowego wschodu; obecnie nie jest spotykany na terenach pustynnych, stracił także wiele subpopulacji z terenów półpustynnych.

## Morfologia
Długość ciała (bez ogona) 118–198 mm, długość ogona 78–190 mm, długość ucha 15–20 mm, długość tylnej stopy 25–35 mm; masa ciała 50–210 g. Średniej wielkości szczur o zaokrąglonej, szerokiej głowie. Wierzch ciała jest blado żółtobrązowy, z szarym podszerstkiem, najjaśniejszy na bokach ciała i policzkach; przechodzi stopniowo w ubarwienie spodu ciała, które może być bladoszare lub kremowobiałe. Stopy są z wierzchu pokryte krótkimi białymi włosami, uszy blade różowobrązowe; wibrysy są względnie krótkie. Ogon jest krótszy od reszty ciała, ma jednolitą różowobrązową barwę i ciemne, łuskowate pierścienie. Futro jest długie, lśniące, szorstkie. Oczy są duże i wypukłe. Samica ma sześć par sutek.

## Tryb życia

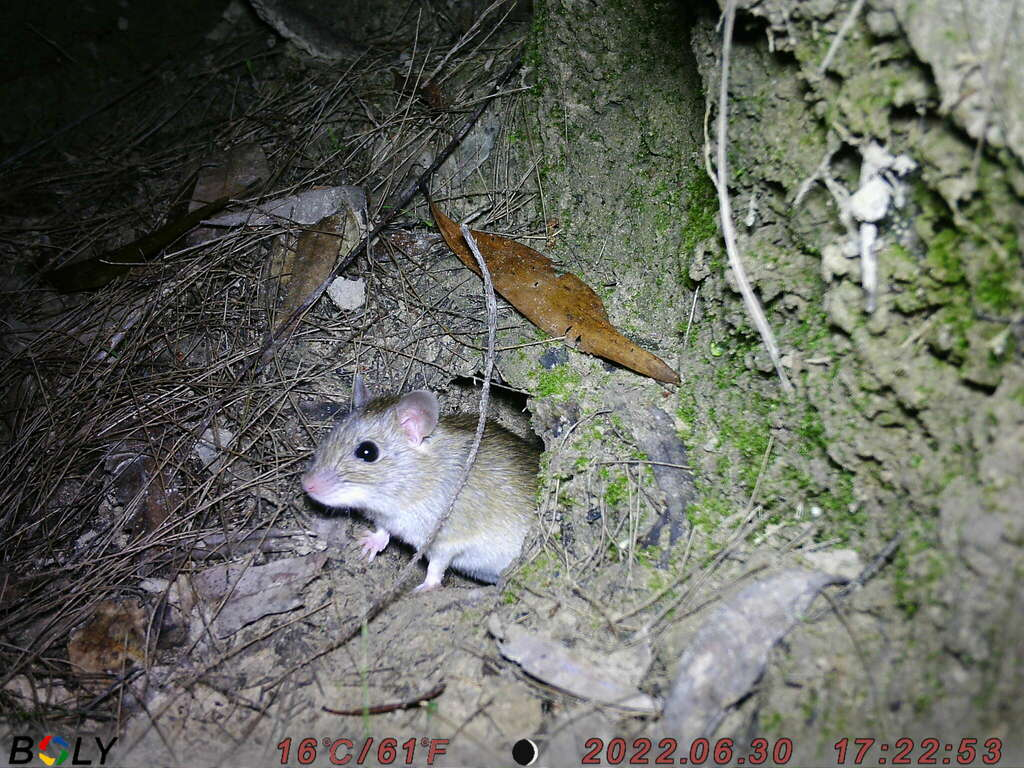
Młodociany osobnik wychodzący z nory

Szczur ten prowadzi naziemny, nocny tryb życia. Żyje na terenach trawiastych, gdzie kryje się w wysokiej trawie, a także otwartych terenach zadrzewionych. Jest spotykany także na części terenów przekształconych przez człowieka: na plantacjach sosen, pastwiskach i polach trzciny cukrowej. Kopie płytkie nory w luźnej, piaszczystej glebie, które mają 4–5 wejść, przy których gromadzą się odchody. Jeden system nor jest zwykle zajęty przez jedno dorosłe zwierzę, któremu mogą towarzyszyć młode. Buduje czasem nory w kopcach termitów, co może chronić je przed zalaniem na terenach nadbrzeżnych; takie nory mają wejścia u podstawy kopca, co nadaje całości wygląd przypominający zamek. Gryzoń tworzy też ścieżki do biegania w gęstej trawie.
Szczur blady ma łagodne usposobienie. Jest głównie roślinożerny, żywi się korzeniami, źdźbłami traw i nasionami. Preferuje pędy Alloteropsis i nasiona sorgo, korzenie pandana i niektóre turzyce. Budując nory przegryza korzenie drzew Araucaria cunninghamii, co może doprowadzić do uschnięcia młodych drzewek, w związku z czym jest uznawany za szkodnika. Sporadycznie uzupełnia dietę owadami i grzybami.
Rozród na Terytorium Północnym ma miejsce głównie w porze suchej, od stycznia do sierpnia, a w Nowej Południowej Walii najczęściej wiosną, ale gatunek ten może się rozmnażać przez cały rok. Ruja trwa 4–5 dni, po ciąży trwającej 21–22 dni samica rodzi w miocie od dwóch do jedenastu młodych (typowo cztery); może się rozmnażać kilkakrotnie w ciągu roku. Młode ssą mleko przez około trzy tygodnie, a dojrzałość płciową mogą osiągnąć już po 5 tygodniach.
Na szczurach bladych pasożytują różne nicienie z rzędu Syphacia.

## Populacja i zagrożenia

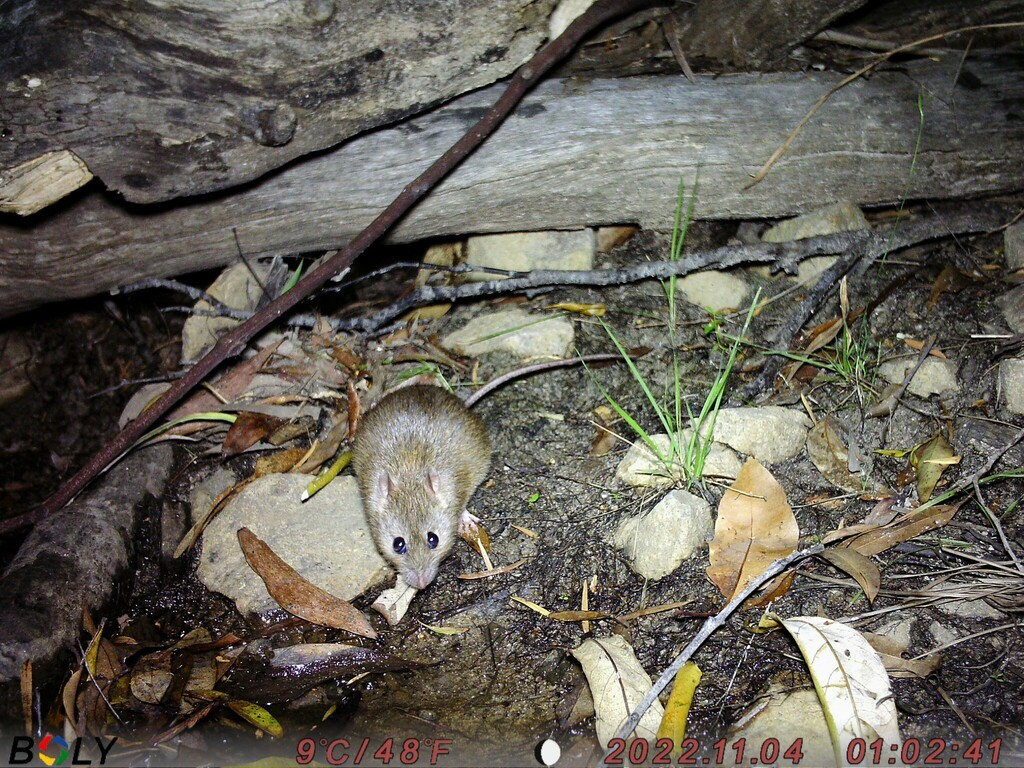
Szczur blady nad kanałem

Szczur blady ma duży zasięg występowania, jest obecny w wielu obszarach chronionych. Wypiera go inwazyjny, obcy w Australii szczur śniady (Rattus rattus) i polują na niego zdziczałe koty, również sprowadzone przez człowieka. Zagrożeniem dla niego może być także pasące się bydło, które zadeptuje płytkie nory szczurów bladych. Degradacja i utrata siedlisk nadal stanowią dla niego zagrożenie. Ogółem jednak Międzynarodowa Unia Ochrony Przyrody uznaje szczura bladego za gatunek najmniejszej troski.